# Mussaenda frondosa
Mussaenda frondosa es una especie de plantas con flores perteneciente a  la familia de las rubiáceas. Se encuentra en Asia.

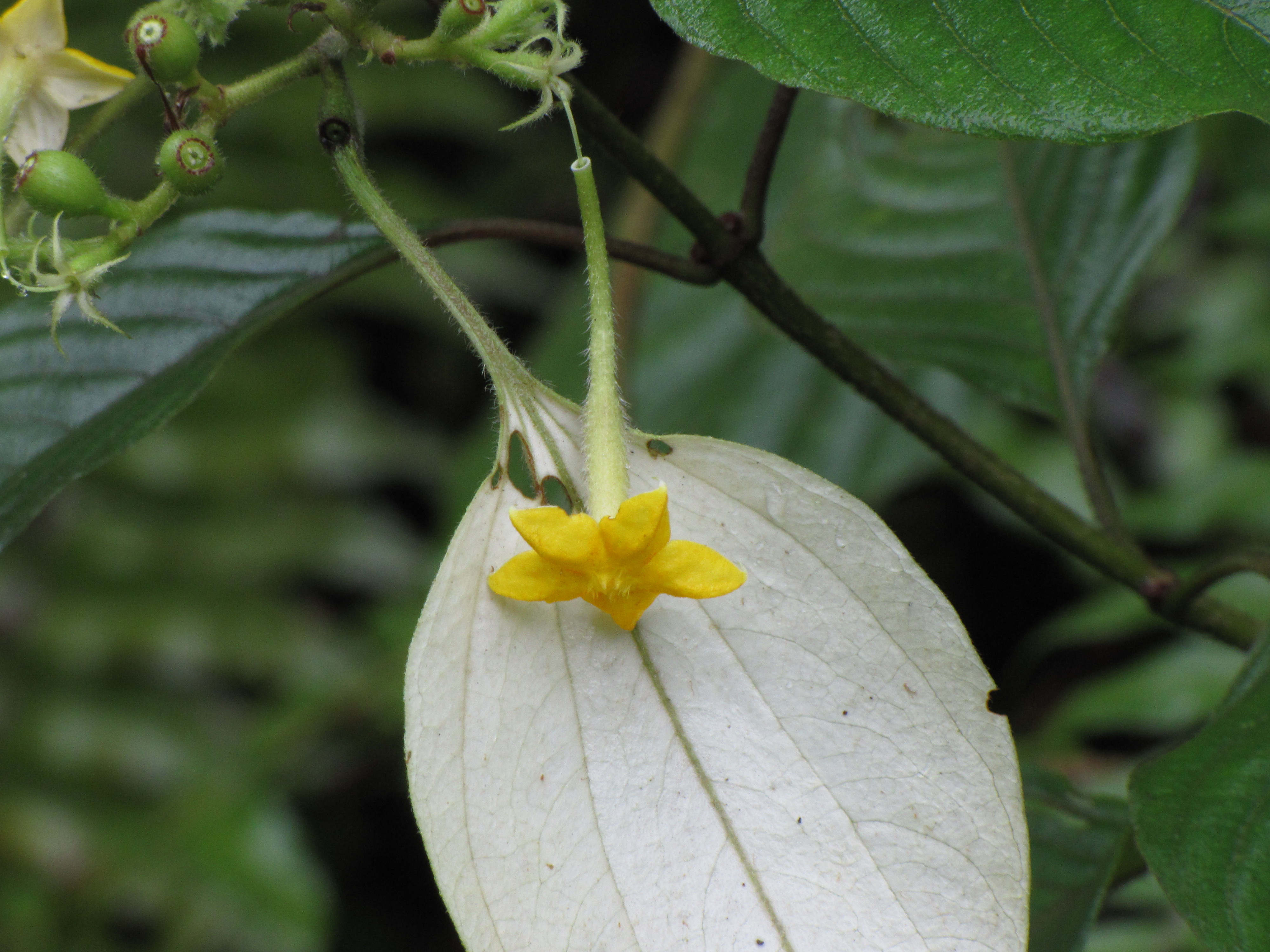
Detalle de hoja y flor

## Descripción
Es un arbusto trepador con ramas cilíndricas. Las hojas son opuestas, con pecíolo de 4-10 mm, densamente seríceo, hoja papirácea o coriácea, de color verde, el haz verde oscuro a marrón verde, el  envés claro a amarillento, ampliamente elípticas, elíptico-oblongas, ovaladas, u oblanceoladas, de 8-15 x 3 - 8 cm; con estípulas persistentes, de forma triangular, de 5-10 mm. Las inflorescencias son laxas. El fruto es una baya ovoide o elipsoidal, de 10 x 7 mm. Fl. Abril-mayo.

## Distribución y hábitat
Es cultivado en Guangdong y Hainan, es nativo de Camboya, India, Indonesia, Sri Lanka y Vietnam.

## Taxonomía
Mussaenda frondosa fue descrita por Carlos Linneo y publicado en Species Plantarum 1: 177, en el año 1753.
Sinonimia
- Gardenia frondosa (L.) Lam.
- Mussaenda belilla Buch.-Ham.
- Mussaenda dovinia Buch.-Ham.
- Mussaenda formosa L.
- Mussaenda fruticosa L.
- Mussaenda ingrata Wall. ex Hook.f.
- Mussaenda macrophylla Kurz
- Mussaenda sumatrensis B.Heyne ex Roth
- Mussaenda tomentosa Wight ex Hook.f.
- Mussaenda villosa Schltdl. ex Hook.f.[3]